# Carapichea
Carapichea là một chi thực vật có hoa trong họ Thiến thảo (Rubiaceae).

## Loài
Chi Carapichea gồm các loài: